# Crenicichla tendybaguassu
Crenicichla tendybaguassu är en fiskart som beskrevs av Lucena och Kullander 1992. Crenicichla tendybaguassu ingår i släktet Crenicichla och familjen Cichlidae. Inga underarter finns listade i Catalogue of Life.